# Hessische Historische Kommission Darmstadt
Die Hessische Historische Kommission Darmstadt ist ein Verein, der die Aufgabe hat, die Geschichte, insbesondere auf dem Gebiet des ehemaligen Großherzogtums Hessen, wissenschaftlich zu erforschen und die Forschungsergebnisse zu veröffentlichen.

## Geschichte
Gegründet wurde sie 1908 als Historische Kommission für das Großherzogtum Hessen. Aus der damals von Großherzog Ernst Ludwig berufenen Kommission wurde nach dem Ende der Monarchie die Historische Kommission für den Volksstaat Hessen, die 1950 als Hessische Historische Kommission Darmstadt in Form eines Vereins neu gegründet wurde.

## Aufgabe
Die Hessische Historische Kommission Darmstadt fördert und veröffentlicht Quellen und wissenschaftliche Arbeiten zur Geschichte der Teile des heutigen Bundeslandes Hessen, die zum ehemaligen Großherzogtum und späteren Volksstaat Hessen gehörten.
Größere Publikationen, von der Kommission angeregte Quelleneditionen, Referenzwerke und Monographien erscheinen als Arbeiten der Hessischen Historischen Kommission Darmstadt, seit 1986 mit neuer Zählung und bisher 26 Titeln. Zu den wichtigen älteren Publikationen zählen der Codex Laureshamensis und die Traditiones Wizenburgenses, das Mainzer Urkundenbuch und die Protokolle des Mainzer Domkapitels. Die ehemalige Reichsabtei Lorsch bildet einen Schwerpunkt. Im Rahmen eines vom Hessischen Landtag unterstützten Forschungsprogramms zur politisch-parlamentarischen Geschichte Hessens sind die Hessen-Darmstädtischen Landtagsabschiede 1648–1806, eine für den Unterrichtsgebrauch geeignete Ausgabe Verfassungen in Hessen 1807–1946 und mehrere Auswahlbände mit Darmstädter Landtagsreden für das 19. Jahrhundert und die Jahre 1918–1933 erschienen oder in Vorbereitung. Aus den im Darmstädter Archiv überlieferten Gesandtschaftsberichten sind u. a. die römischen Berichte Wilhelm von Humboldts 1803–1809 und die Berichte des preußischen Gesandten Karl von Hofmann aus den Reichsgründungsjahren erschienen. Von der Kommission betreut wird auch die Reihe Repertorien des Hessischen Staatsarchivs Darmstadt (bisher 50 Titel mit über 75 Bänden).
Langfristige Projekte sind das nahezu abgeschlossene Südhessische Wörterbuch, das mit dem 1987 publizierten Flurnamenatlas verzahnte Hessische Flurnamenbuch und die gemeinsam mit dem Institut für Geschichtliche Landeskunde an der Universität Mainz betriebene Edition Kurmainzische Weistümer und Dorfordnungen. Vor allem für landeskundliche Dissertationen gibt die Kommission (seit 1972 gemeinsam mit der Historischen Kommission für Hessen in Marburg) die Reihe Quellen und Forschungen zur hessischen Geschichte im Selbstverlag heraus, in der inzwischen an die 150 Bände erschienen sind. Die zeitliche Spannweite reicht dabei von der römischen Zeit bis zur Zeitgeschichte. Im Rahmen der Arbeitsgemeinschaft der Historischen Kommissionen in Hessen in Zusammenarbeit mit dem Hessischen Landesamt für geschichtliche Landeskunde in Marburg gibt die Hessische Historische Kommission Darmstadt die Zeitschrift „Hessisches Jahrbuch für Landesgeschichte“ mit heraus.

## Organisation
Die Hessische Historische Kommission Darmstadt hat rund 100 Mitglieder, die sich durch Zuwahl ergänzen. Sie hat ihren Sitz in Darmstadt und ist traditionell eng mit dem Hessischen Staatsarchiv Darmstadt verbunden.